# Lawalreea lecanorae
Lawalreea lecanorae är en svampart som beskrevs av Diederich 1990. Lawalreea lecanorae ingår i släktet Lawalreea, divisionen sporsäcksvampar och riket svampar.   Inga underarter finns listade i Catalogue of Life.